# آرناو بروخس-داوی
 آرناو بروخس-داوی (انگلیسی: Arnau Brugués-Davi؛ زادهٔ ۵ مارس ۱۹۸۵) یک تنیس‌باز اهل اسپانیا است. 